# Gottlob Walz
Gottlob Friedrich Walz (Stoccarda, 29 giugno 1881 – Svizzera, 1943) è stato un tuffatore tedesco. Ha rappresentato la Germania ai Giochi intermedi di Atene 1906, vincendo la medaglia d'oro nei tuffi, e ai Giochi olimpici di Londra 1908, dove ha vinto la medaglia di bronzo nel concorso del trampolino.
Nel 1988 è stato inserito nell'International Swimming Hall of Fame.

## Palmarès
- Giochi olimpici

Londra 1908: bronzo nella trampolino
- Giochi intermedi

Atene 1906: oro nei tuffi